# 6257 Thorvaldsen
6257 Thorvaldsen è un asteroide della fascia principale interna. Scoperto nel 1971, presenta un'orbita caratterizzata da un semiasse maggiore pari a 2,340075 UA e da un'eccentricità di 0,089963, inclinata di 7,911081° rispetto all'eclittica. Ha un diametro di 4,278 km, un periodo di rotazione di 82,654 ore e un'albedo di 0,384.
Fa parte della famiglia di asteroidi Vesta.
L'asteroide è dedicato allo scultore danese Bertel Thorvaldsen.